# Починки (Шатурский район)
Почи́нки — деревня в Шатурском муниципальном районе Московской области. Входит в состав Кривандинского сельского поселения. Население — 12 чел. (2013).

## Расположение
Деревня Починки расположена в центральной части Шатурского района, расстояние до МКАД порядка 138 км. Высота над уровнем моря 141 м.

## Название
В письменных источниках деревня упоминается как Починок, позднее Починки.
Название происходит от термина починок, обозначавший небольшое поселение.

## История
Впервые упоминается в писцовой Владимирской книге В. Кропоткина 1637—1648 гг. как деревня Починок Дубровской волости Владимирского уезда. Деревня принадлежала Ивану Ивановичу Извольскому.
Последней владелицей деревни перед отменой крепостного права была помещица Курова.
После отмены крепостного права деревня вошла в состав Семёновской волости.
После Октябрьской революции 1917 года был образован Починковский сельсовет в составе Лузгаринской волости Егорьевского уезда Рязанской губернии. В сельсовет входила только одна деревня Починки.
В 1925 году Починковский сельсовет был упразднён, а деревня Починки вошла в состав Митинского сельсовета. В ходе реформы административно-территориального деления СССР в 1929 году деревня Починки в составе Митинского сельсовета передана в Шатурский район Орехово-Зуевского округа Московской области.
В 1933 года деревня передана Левинскому сельсовету, а с 1954 года вошла в состав Лузгаринского сельсовета.

## Население
| 1859 | 1868 | 1885 | 1905 | 1926 | 1931 |
| ---- | ---- | ---- | ---- | ---- | ---- |
| 85   | ↗95  | ↗154 | ↗207 | ↗224 | ↗315 |
| 1970 | 1993 | 2002 | 2006 | 2010 | 2011 |
| ↘30  | ↘6   | ↗12  | ↘4   | ↗12  | ↘11  |
| 2013 |      |      |      |      |      |
| ↗12  |      |      |      |      |      |